# Vice-président de la république du Somaliland
Le vice-président de la république du Somaliland est le deuxième plus haut dirigeant du pouvoir exécutif du Somaliland après le président de la République. Selon la Constitution du Somaliland, il assiste ce dernier dans l'exercice de ses fonctions et lui succède en cas de vacance de la présidence.

## Élection

### Conditions d'éligibilités
Le vice-président doit remplir les mêmes conditions d'éligibilités que pour le président. Il doit être âgé d'au moins quarante ans, posséder de naissance la nationalité somalilandaise, ne pas être réfugié dans un autre pays et ne pas avoir d'autre nationalité. Il doit être musulman ainsi que son épouse, et doit agir en conformité avec l'Islam. Enfin, il doit être membre d'un parti politique et parrainé par l'un d'entre eux,.

### Processus électoral
Le vice-président est élu au scrutin uninominal majoritaire à un tour, en tant que colistier du président de la République, pour un mandat de cinq ans, renouvelable une seule fois.

## Liste des titulaires
| N° | Portrait                  | Titulaire (Naissance-mort)            | Élection   | Mandat           | Mandat           | Mandat                     | Parti politique | Parti politique |
| N° | Portrait                  | Titulaire (Naissance-mort)            | Élection   | Début            | Fin              | Durée                      | Parti politique | Parti politique |
| -- | ------------------------- | ------------------------------------- | ---------- | ---------------- | ---------------- | -------------------------- | --------------- | --------------- |
| 1  | Hassan Isse Jama          | Hassan Isse Jama (en)                 | Nommé      | 7 juin 1991      | 16 mai 1993      | 1 an, 11 mois et 9 jours   |                 | DWS             |
| 2  | Abdirahman Ahmed Ali Tuur | Abdirahman Ahmed Ali Tuur (1931-2003) | Nommé      | 16 mai 1993      | 17 mai 1995      | 2 ans et 1 jour            |                 | Indépendant     |
| 3  | Abdirahman Aw Ali Farrah  | Abdirahman Aw Ali Farrah (en)         | Nommé      | 17 mai 1995      | 16 février 1997  | 1 an, 8 mois et 30 jours   |                 | Indépendant     |
| 4  | Dahir Riyale Kahin        | Dahir Riyale Kahin (né en 1952)       | Nommé      | 16 février 1997  | 3 mai 2002       | 5 ans, 2 mois et 17 jours  |                 | UDUB            |
| 5  | Ahmed Yusuf Yasin         | Ahmed Yusuf Yasin (né en 1957)        | Nommé 2003 | 3 mai 2002       | 27 juillet 2010  | 2 mois et 24 jours         |                 | UDUB            |
| 6  | Abdirahman Saylici        | Abdirahman Saylici (né en 1956)       | 2010 2017  | 27 juillet 2010  | 12 décembre 2024 | 14 ans, 4 mois et 15 jours |                 | Kulmiye         |
| 7  | Mohamed Aw-Ali Abdi       | Mohamed Aw-Ali Abdi                   | 2024       | 12 décembre 2024 | en cours         | 3 mois et 2 jours          |                 | Waddani         |